# Мини Ми
Мини Ми (енгл. Mini me; срп. Мали ја) је измишљени лик из серијала филмова о тајном агенту Остину Пауерсу. Глуми га  Верн Тројер. Појављује се у два фима Остин Пауерс: Шпијун који ме је креснуо и Остин Пауерс: Голдмембер.
Наиме, Мини Ми је клон Доктора Злице који је након несреће у лабораторији остао патуљак. Мини Ми обожава да једе белгијску чоколаду и да малтретира Скота, Злициног сина. Веома је агресиван. Овај лик представља пародију на Ник Нака, патуљка помоћника Скараманге из филма Човек са златним пиштољем.